# Defesa de Vã (1896)
A defesa de Vã em 1896 foi um ato de autodefesa da população armênia em Vã contra as forças armadas do Império Otomano em junho de 1896, durante os massacres hamidianos.

## Antecedentes
A região de Vã evitou os estágios iniciais dos massacres hamidianos em 1895. No entanto, em janeiro de 1896, a violência aumentou. Um relatório do vice-cônsul britânico em Vã, W. H. Williams, disse que muitas aldeias armênias foram saqueadas e "os armênios estão em todos os lugares num estado que beira o pânico, com medo de que a primavera traga ainda mais desastres".

## Cerco e rescaldo
Os armênios residentes em Vã defenderam-se das hostilidades otomanas entre 3 e 11 de julho. Convencidos de que teriam salvo-conduto para partirem ao Império Cajar, os armênios desistiram de lutar e se rendera. No caminho, enquanto quase mil armênios marchavam em direção à fronteira, foram massacrados por tropas otomanas e tribos curdas. Isso foi seguido por mais massacres em toda a região de Vã. O vice-cônsul Williams estimou que cerca de 20 mil armênios foram mortos e cerca de 350 aldeias armênias destruídas. Um ano depois, retaliação à participação curda nos massacres, a Federação Revolucionária Armênia decidiu pela Expedição de Canassor que dizimou uma das tribos curdas da região.